# Blauer Neon

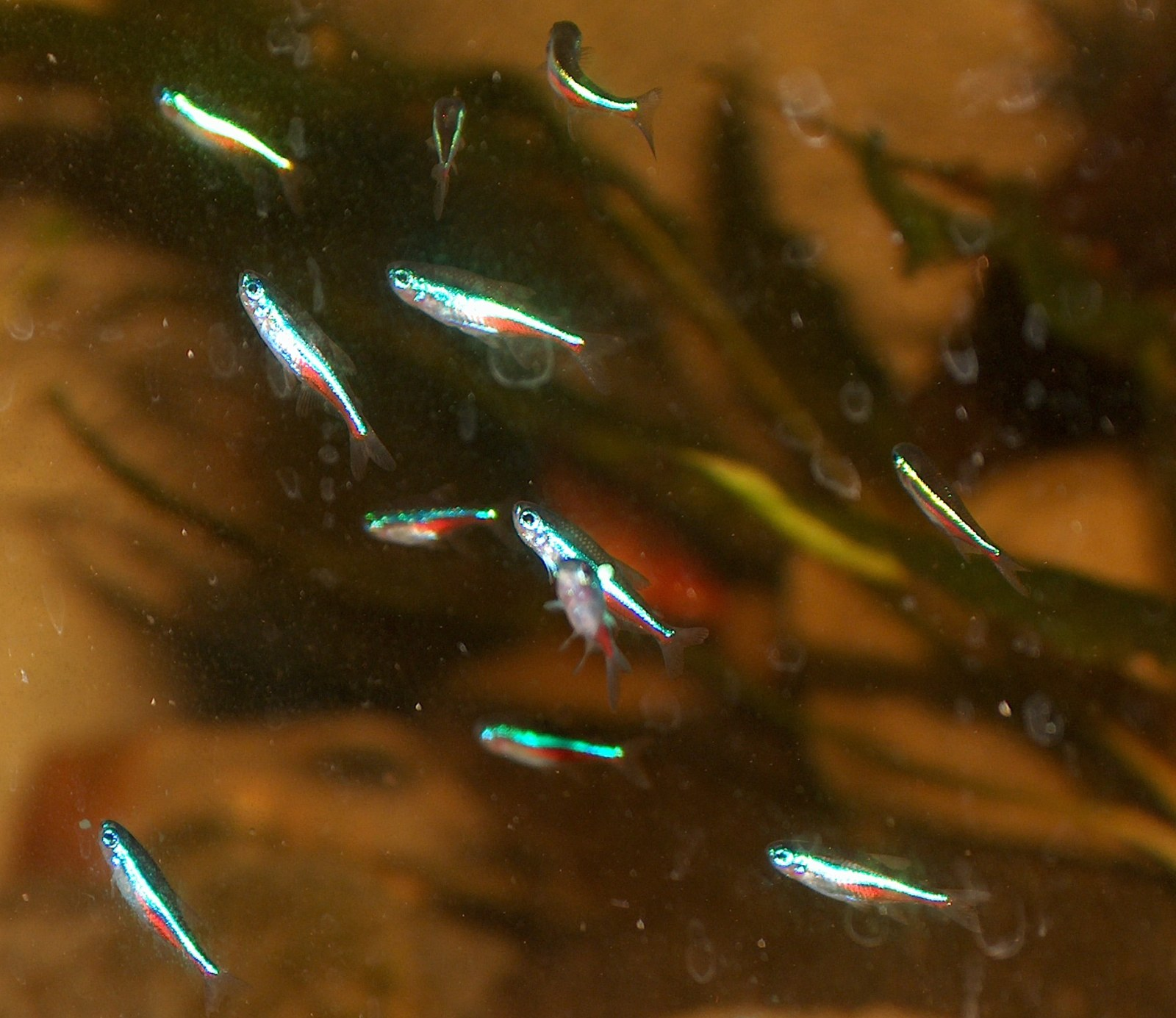
Blaue Neons

Der Blaue Neon (Paracheirodon simulans, Syn.: Hyphessobrycon simulans) ist ein Süßwasserzierfisch aus der Ordnung der Salmlerartigen. Blaue Neons werden 3 bis 3,5 Zentimeter lang und maximal fünf Jahre alt. Er kommt im tropischen Südamerika im Orinoco und Rio Negro vor.

## Merkmale
Sein Name rührt vom kräftig gefärbten blaue Längsstreifen entlang der Körpermitte. Er besitzt eine silbrige Grundfarbe und der Hinterleib einen kurzen roten Streifen geziert, der parallel zum blauen Streifen läuft. Mit einer Länge von 3 bis 3,5 Zentimetern ist er die kleinste Art der Gattung Paracheirodon. Die Weibchen werden größer und kräftiger als die Männchen.

## Verbreitung und Vorkommen
Der Blaue Neon stammt aus huminstoffhaltigen Schwarzwasserflüssen.
Sein Hauptverbreitungsgebiet ist der obere Rio Negro in Brasilien, stromaufwärts bis zum Rio Branco, sowie dem Río Orinoco-Flusssystems in der Grenzregion Venezuela und Kolumbien, zwischen San Fernando de Atabapo und der Mündung des Río Meta.
Die Typlokalität wurde ursprünglich als „Rio Purus, Manaus, Brasilien“ angegeben. Später wurde dies auf den Rio Jufaris korrigiert, einem Nebenfluss des Rio Negro, stromaufwärts bis zu dem Zusammenfluss mit dem Rio Branco im Bundesstaat Amazonas, Brasilien. Im Gegensatz zu P. innesi und P. axelrodi ist diese Art ausschließlich Bewohner von Schwarzwassergebieten und findet sich in der Regel nur in den oberen Bereichen der Nebenflüsse (Terra Firme). Der Lebensraum sind langsam bis mäßig fließende Gewässerbereiche mit dichter, überhängender Ufervegetation und sandigen Bodensubstraten, die mit herabgefallenen Ästen, Baumwurzeln und Laubstreu bedeckt sind.
Das Wasser ist typischerweise sauer, hat eine geringe Karbonathärte und Leitfähigkeit und verfärbt sich aufgrund der Anwesenheit von Huminstoffen teebraun. Dies beruhrt auf einer Zersetzung organischer Stoffe, die in diesem Gewässer freigesetzt werden.
Paracheirodon simulans kommt in einem ähnlichen Verbreitungsgebiet wie P. axelrodi vor, jedoch werden beide Arten nicht zusammen gefunden. Am mittleren Rio Negro kommen sowohl Paracheirodon simulans als auch Paracheirodon axelrodi in mit Palmen bestandenen Sümpfen vor, wobei die Temperaturen in den von 
P. simulans bewohnten Gewässern deutlich höher liegen können als die Temperaturen in den Gewässern, in denen P. axelrodi vorkommt (24,6 – 35,2 °C vs. 25,1 – 29,9 °C).

## Aquaristik
Der Blaue Neon für den Aquarienhandel stammt meist aus Wildfängen aus Amazonien. Die Fischart wurde 1962 erstmals aus Manaus nach Zürich exportiert.
Wie in seinem natürlichen Habitat so benötigt Paracheirodon simulans Weichwasser.
Da der Blaue Neon ein Schwarmfisch ist, sollte er mehrere Artgenossen im Aquarium haben. Empfohlen werden Gruppen ab zehn Exemplaren in Becken ab 54-Liter Fassungsvermögen. Echtes Schwarmverhalten lässt sich jedoch erst ab größeren Gruppen in entsprechenden Becken ab 100 Litern beobachten. Die Geschlechter der Neons sind mit dem bloßen Auge schwer zu erkennen, die Weibchen sind etwas größer und fülliger. Blaue Neons sind pflegeleicht, wobei die Nachzucht im Aquarium unter speziellen Umweltbedingungen nur für fortgeschrittene Aquarianer möglich ist.
Die Fische sind Freilaicher, die sich paarweise zusammenfinden, sich umschwimmen und umkreisen und schließlich über Wasserpflanzen ihren Laich absetzen. Die klebrigen Eier bleiben auf den Wasserpflanzen hängen und entwickeln sich.
Sie stellen beim Futter keine besonderen Anforderungen und können mit Trocken- und Lebendfutter (z. B. Artemianauplien) gefüttert werden.
Im Aquarium halten sie sich überwiegend im mittleren Bereich auf. Die Beckenbepflanzung mit einem hohen Anteil von Schwimmpflanzen sollte reichlich sein, jedoch benötigen Blaue Neons ebenfalls viel freien Schwimmraum. Sie stellen typische Fische dar, die in einem abgedunkelten Schwarzwasseraquarium (torfgefiltertes Weichwasser, abgesenkter pH-Wert durch trockenes Herbstlaub wie Buche, Eiche, Walnuss, Schwarzerlenzapfen u. a.) gepflegt werden, hier treten ihre irisierenden Körperfarben besonders deutlich hervor. Ihre Temperaturspanne reicht von 22 bis 30 °C, wobei 25 °C die Durchschnittstemperatur sein sollte. Die Härte sollte in einem Bereich von 5 – 30 °dGH und der pH-Wert von 5 – 7 eingestellt werden.
Der Blaue Neon ist eine friedliche Fischart, die gut im Gesellschaftsbecken gehalten werden kann. Aufgrund seiner geringen Größe kann er bei Vorhandensein von Raubfischen zur Beute werden. Geeignet sind daher kleinwüchsige Buntbarsche wie Schmetterlingsbuntbarsche, Panzerwelse, Harnischwelse, Fadenfische, Antennenwelse, Bärblinge oder Beilbauchsalmler. Er verträgt sich auch mit Zwerggarnelen, wie Amanogarnelen, Red Fire Zwerggarnelen, Neocaridina davidi, Neocaridina palmata oder die Sulawesi-Inlandsgarnele (Caridina pareparensis parvidentata), wobei er allerdings häufig ihre Brut frisst und damit für ein natürliches Gleichgewicht sorgt. In Gefangenschaft kann der Blaue Neon bis fünf Jahre alt werden.